# 東京未来塾
東京未来塾（とうきょうみらいじゅく）は、東京都教育委員会が行っていた教育活動であり、
日本の将来を担い得る「改革型リーダー」の育成を目的として、2004年に開設された。
東京都内の高校3年生約50名を選抜し、一年間を通して発展的な学習を行っていたが、平成25年度末をもって閉塾となった。

## 求める人材
日本の将来を担い、社会に貢献する志をもつリーダーとなることを目指して、東京未来塾および首都大学東京で学ぶことを希望する生徒　（2008年度　事業案内より）

## 学習内容
塾生は、自分の在籍する高等学校における授業等に加え、以下のような学習を東京未来塾で行う。
- 特別講義
  - 第一線で活躍する社会人の講義を受け、チャレンジ精神や改革型リーダーとなる意欲を高めることが目的である。　講義後に、自己の考えをまとめる小論文課題がある。

- 課題解決学習
  - 幅広い教養や課題解決の力を身に付けるために、塾生が主体的になって調査・討議・発表等を行う。　単元終了後には、学習した内容について5000字程度の報告書にまとめる。

- ゼミナール
  - 環境・自然、情報・技術、文化・教育、国際交流、政治・経済、医療・福祉の6つの分野から、自らの興味・関心の高い分野を選び、社会の問題の探究を行い、課題解決に向けた提言をする。

- 体験学習
  - 社会に関する見識を深め、社会貢献の志を高める為に、企業等での就業体験を行う。

これらの講座は、水道橋にある東京都教職員研修センターにて、週2日ほどのペースで行われる。

## 進路
東京未来塾特別推薦入学選抜試験に合格し、東京未来塾での全課程を修了、および高等学校卒業を要件として、首都大学東京の推薦入試を受験することができる。

## 閉塾へのいきさつ
首都大学東京の入試制度再編に伴い、「グローバル人材育成入試」が新設されることとなり、各種ある多様な入試をスリム化するため、「未来塾特別推薦入試」が平成25年度をもって終了となった。同時に、東京未来塾も同年度をもって閉塾することとなった。
東京都教育庁は、東京未来塾の成果について「平成16〜24年度までに、首都大学東京に312名が進学」「塾生は、幅広い視野を身に付け、積極的に自らの考えを発言するなどの資質・能力が向上」した点を挙げている。
なお、「海外留学経験者など、グローバル人材の育成に向けて、未来塾はその趣旨を生かしながら次世代リーダー育成道場へ発展的に統合」するとのアナウンスがなされている。